# 허셜 그리어 스타디움

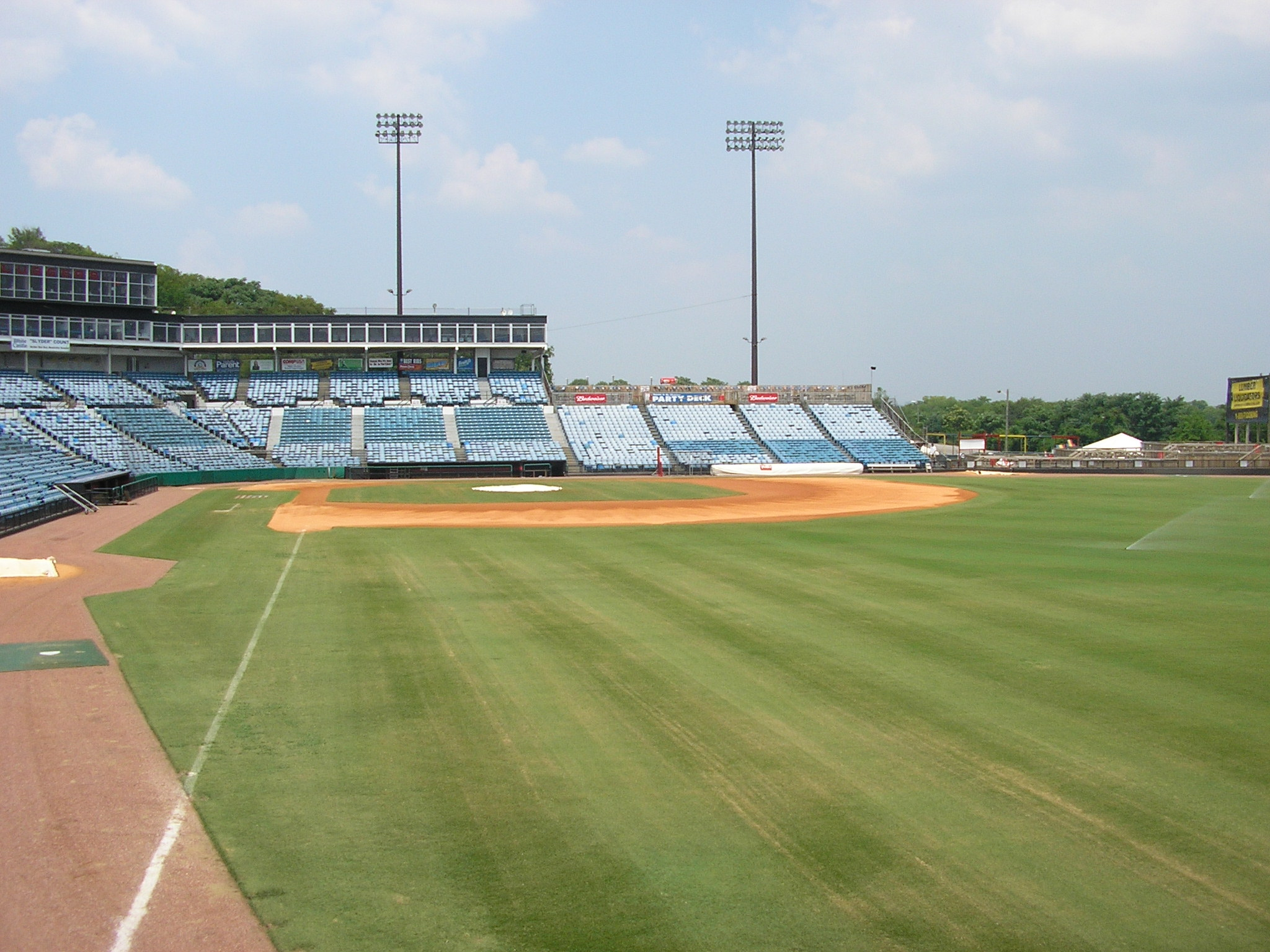

허셜 그리어 스타디움은 미국 테네시주 내슈빌에 위치한 마이너 리그 야구장이다. 2014년 야구 시즌이 끝나고 문을 닫았고, 2019년 철거될 때까지 4년 이상 방치되었다. 허셜 그리어 스타디움은 1985년 트리플 A 아메리칸 어소시에이션과 1998년 트리플 A 퍼시픽 코스트 리그로 이동한 서던 리그의 확장 프랜차이즈인 내슈빌 사운즈를 위하여 1978년 문을 열었다. 경기장은 2014년까지 이 팀의 홈경기장으로 사용되었다. 기능을 유지하는 데 수많은 업그레이드와 수리의 주제였던 그리어 스타디움은 트리플 A 팀에 의하여 사용된 가장 오래된 구장들 중의 하나가 되었고 사용의 말기에는 그 클래스에서 프로 야구의 표준보다 훨씬 아래에 떨어졌다. 10년 이상 동안 사운드스는 그리어를 대체하는 새로운 야구장을 위하여 내슈빌과 데이비드슨 군 광역시 정부와 합의를 확보하려고 시도하였고, 결국 2015년 사운드스의 새로운 홈구장이 된 퍼스트 테네시 파크의 건설을 가져왔다.
사운드스의 37개의 시즌 운영 중에서 그리어 스타디움은 1993년과 1994년 동시에 2개의 프로 야구 클럽을 개최하여 그 기간 동안 내슈빌 엑스프레스라고 알려진 대체된 서던 리그 프랜차이즈의 홈이었다. 경기장은 대학 야구, 고등학교 축구, 자선 소프트볼 경기장으로도 가끔 사용되었고 3개의 마이너 리그 올스타 경기, 8개의 노히트 노런 경기, 퍼펙트 경기, 퍼시픽 코스트 리그 역사상 가장 긴 경기 기록과 동률을 이룬 24이닝 경기가 있었던 곳이다. 경기장은 독특한 기타 모양의 스코어보드로 잘 인식되었다.

## 역사

### 계획 및 건설 (1976년 ~ 1978년)
1970년대 후반에 프로야구를 내슈빌로 되돌리기 위해 노력한 래리 슈미트는 도시의 이전 야구장인 설퍼 델이 1969년에 철거되었기 때문에 새로운 야구장을 지을 필요가 있다는 것을 알았다. 그래서 그는 컨트리 뮤지션 콘웨이 트위티의 도움과 함께 다른 컨트리 아티스트 칼 스미스, 제리 리드, 그리고 다른 내슈빌리언들을 포함한 투자자들을 모아 경기장과 마이너 리그 팀에 자금을 대었고 메트로 파크스 위원회는 슈미트에게 세인트루이스 기슭에 있는 땅을 임대하는 데 동의했다. 슈미트는 경기장을 짓고, 재산세를 내고, 향후 10년 동안 구단 총수입의 7%를 시에 지불하게 되었다.

### 내용주
1. ↑  앉을 수 있는 곳만 계산한 수치
2. ↑  서 있을 수 있는 곳도 포함한 수치

### 참고주
1. 1 2  “2014 Nashville Sounds Media Guide” (PDF). 《Nashville Sounds》. Minor League Baseball. 2014. 196쪽. 2015년 4월 3일에 원본 문서 (PDF)에서 보존된 문서. 2019년 2월 21일에 확인함.
2. ↑  Traughber 2017, 182쪽.
3. ↑  Maxey, Matthew (2013년 8월 21일). “A Day in the Life of the Nashville Sounds Groundskeeper”. 《Sports & Entertainment Nashville》. 2015년 4월 2일에 원본 문서에서 보존된 문서. 2015년 3월 23일에 확인함.
4. ↑  Coons, Ron (1978년 6월 4일). “Nashville, A Lesson for Louisville?”. 《The Courier-Journal》 (Louisville). C1면. 2019년 4월 29일에 원본 문서에서 보존된 문서. 2019년 4월 29일에 확인함 – Newspapers.com 경유.